# Луковец (Малоархангельский район)
Луковец — село в Малоархангельском районе Орловской области России. Административный центр Луковского сельского поселения.

## География
Село находится на расстоянии 17 км к юго-востоку от города Малоархангельск, административного центра района, и 87 км к юго-востоку от города Орёл, административного центра области.

### Часовой пояс
Село Луковец, как и вся Орловская область, находится в часовой зоне МСК (московское время). Смещение применяемого времени относительно UTC составляет +3:00.

## Население
| 2002 | 2010 |
| ---- | ---- |
| 408  | ↘374 |

### Национальный состав
Согласно результатам переписи 2002 года, в национальной структуре населения русские составляли 97 % из 408 чел.